# 卡雷尔·戈特
卡雷尔·戈特（捷克語：Karel Gott，1939年7月14日—2019年10月1日）是捷克著名流行音乐歌手，业余画家。

## 生平
1939年7月14日生于比尔森，六岁时移居布拉格。青年时作过电工。1960年决定成为一名专业歌手。
1967年，他在拉斯维加斯停留了6个月。1977年《七七宪章》发表后，戈特参加了反宪章运动，以支持捷克斯洛伐克社会主义共和国政府。这并没有影响他的人气。在1989年末天鹅绒革命的剧变后，他仍然广受欢迎。
2000年和2005年，他在美国纽约的卡内基大厅举行了音乐会。
2015年10月，他被诊断患有淋巴结恶性肿瘤，并开始接受化疗。2016年3月已经缓慢康复。2019年9月12日，他宣布自己被诊断出急性骨髓性白血病，正在布拉格查理大学附属医院接受治疗。2019年10月1日去世，享年80岁。